# Kommende Ramersdorf

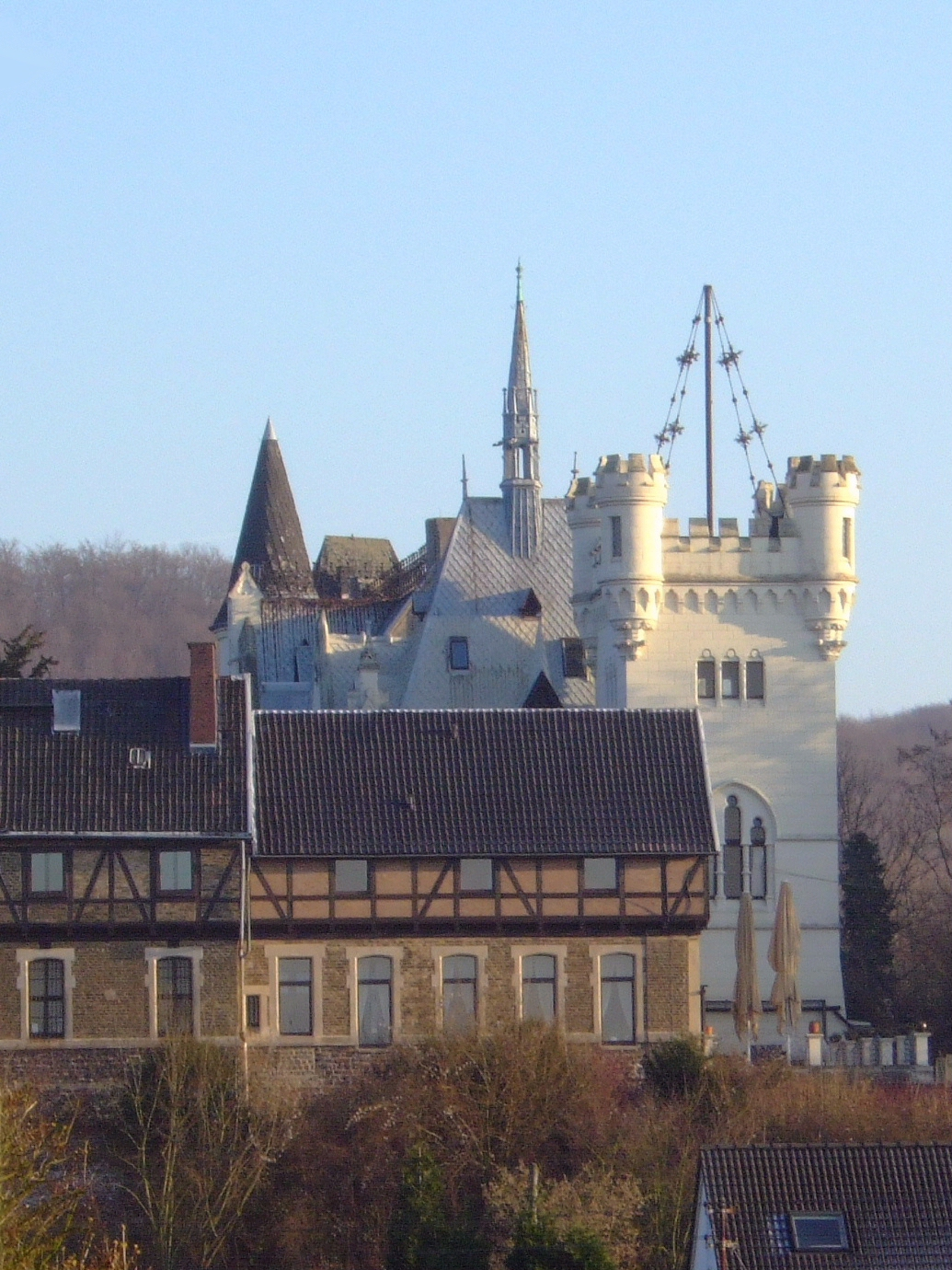
Kommende Ramersdorf (2008)

Die Deutschordenskommende Ramersdorf in Ramersdorf, einem Ortsteil des Bonner Stadtbezirks Beuel, wurde um 1230 gegründet und bestand als Kommende des Deutschen Ordens bis zur Säkularisation 1803. Anschließend gingen die in Ramersdorf erhaltenen Gebäude und Liegenschaften in wechselnden Privatbesitz. Nach einem Brand 1842 wurde die gesamte Anlage im Stil der Neugotik wieder aufgebaut. Einer Bürgerinitiative gelang es Anfang der 1970er Jahre, das Gebäude beim Bau des Autobahnkreuzes von A 59 und A 562 zu erhalten. Heute wird es u. a. als Hotel und Restaurant genutzt.

## Geschichte
Der Ort, an dem die Kommende entstand, wird urkundlich das erste Mal im 9. Jahrhundert erwähnt. Das Bonner Cassius-Stift hatte in Ramersdorf Besitzungen und auch die Abtei Heisterbach erhielt dort Zins und Zehnten.

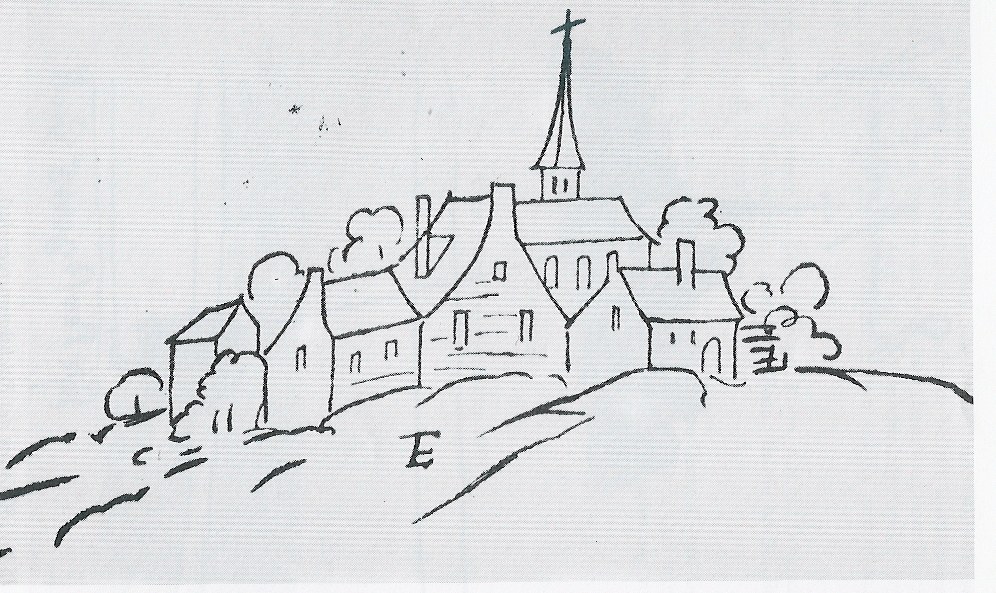
Kommende (Federzeichnung/1569)

Die Ramersdorfer Kommende gehörte zu den rund 300 Kommenden des Deutschen Ordens, die von 1200 bis 1300 im europäischen Raum im Zusammenhang mit den Kreuzzügen entstanden. Die Gründungsurkunde des Ramersdorfer Hauses ist verschollen. Deshalb ist das genaue Gründungsjahr nicht bekannt, ebenso wenig die näheren Umstände, die zur Gründung führten. Die bis heute erhaltene und ursprünglich zur Kommende gehörende Georgskapelle entstand zwischen 1220 und 1230. Daraus lässt sich schließen, dass die anderen historischen Kommendegebäude zur selben Zeit errichtet wurden. Als Stifter der Kommende kommen am ehesten Graf Heinrich III. von Sayn und seine Frau Mechthild in Frage. Die erste schriftliche Urkunde, die die Kommende nennt, stammt aus dem Jahr 1254.
Die wichtigste Aufgabe der Kommende war es, wirtschaftliche Leistungen für den Deutschen Orden zu erbringen. Nach den Kreuzzügen und dem Bedeutungsverlust des Deutschordensstaates entfielen diese Aufgaben. Die Kommende Ramersdorf verlor ihren Konvent und wurde Adelssitz, auf dem der Komtur als einziger Vertreter des Ordens die umfangreichen Besitzungen verwaltete. Während des 18. Jahrhunderts hatte in den Gebäuden der Kommende auch der Richter des Amtes Löwenburg seinen Wohnsitz.

### Nach der Säkularisation
Nach der Säkularisation kamen die Gebäude der Kommende Ramersdorf in den Besitz des Herzogtums Berg und gingen mit Napoleon an das Großherzogtum Berg. Das verkaufte 1807 die Anlage an Joseph zu Salm-Reifferscheidt-Dyck. Der Fürst lebte nicht in Ramersdorf, sondern auf Schloss Dyck. Lange Zeit bewohnte nur ein Verwalter die Anlage. Die Stieftochter von Salm-Reifferscheidt-Dyck, Freifrau von Francq, übernahm 1861 das mittlerweile zu einem Schloss herausgeputzte Gebäude mit allen zugehörigen Liegenschaften. 1881 verkaufte sie die Kommende an den aus Uerdingen stammenden Kaufmann Rudolf Herberz. Drei Jahre später erwarb das Schloss Baron Albert von Oppenheim.

Historische Ansichten
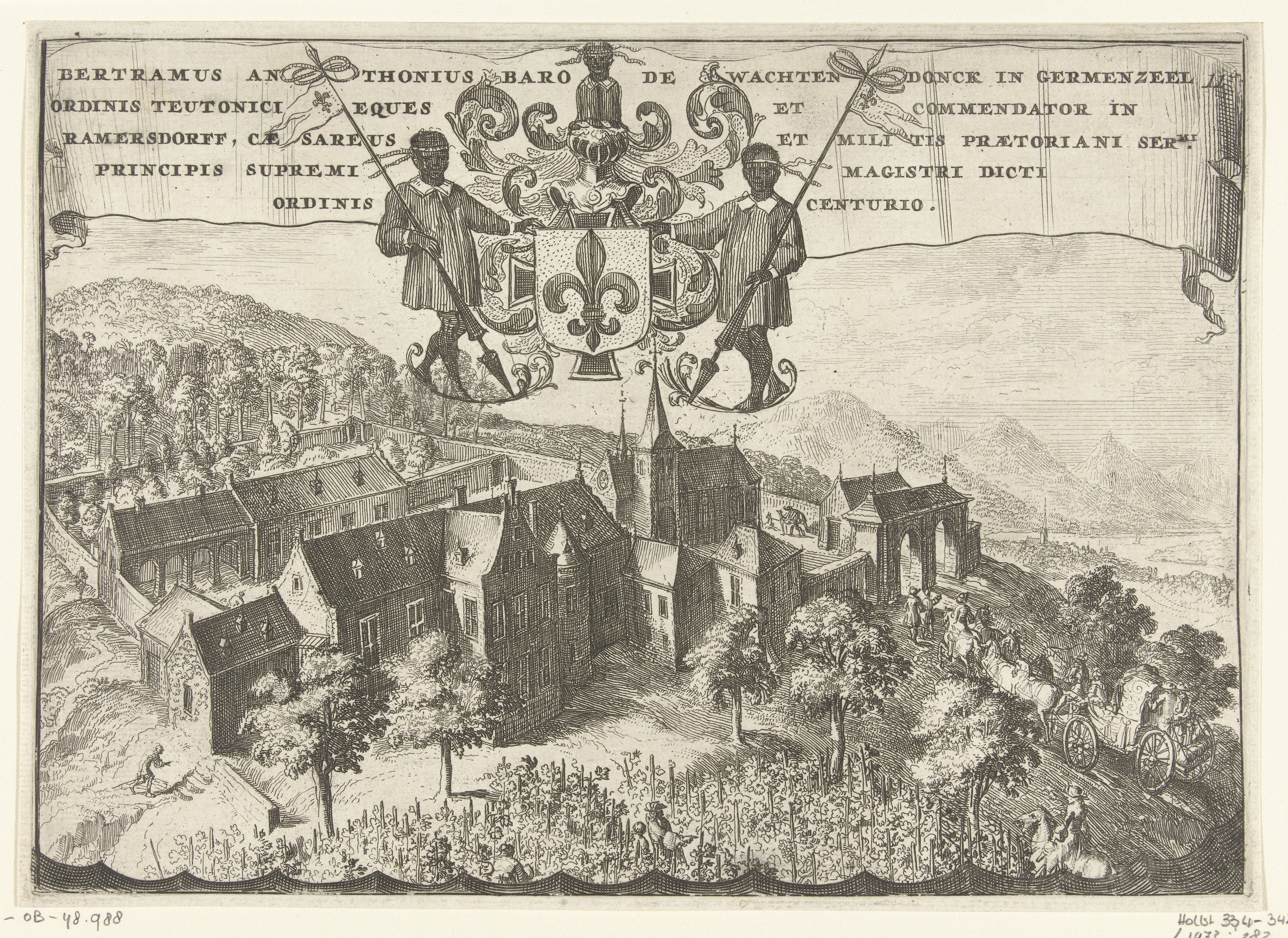
Romeyn de Hooghe: Kommende Ramersdorf um 1700
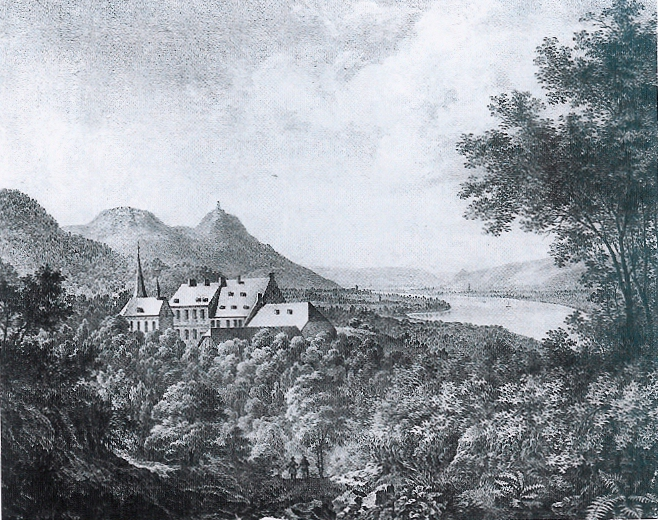
Christian Hohe: Kommende Ramersdorf um 1832
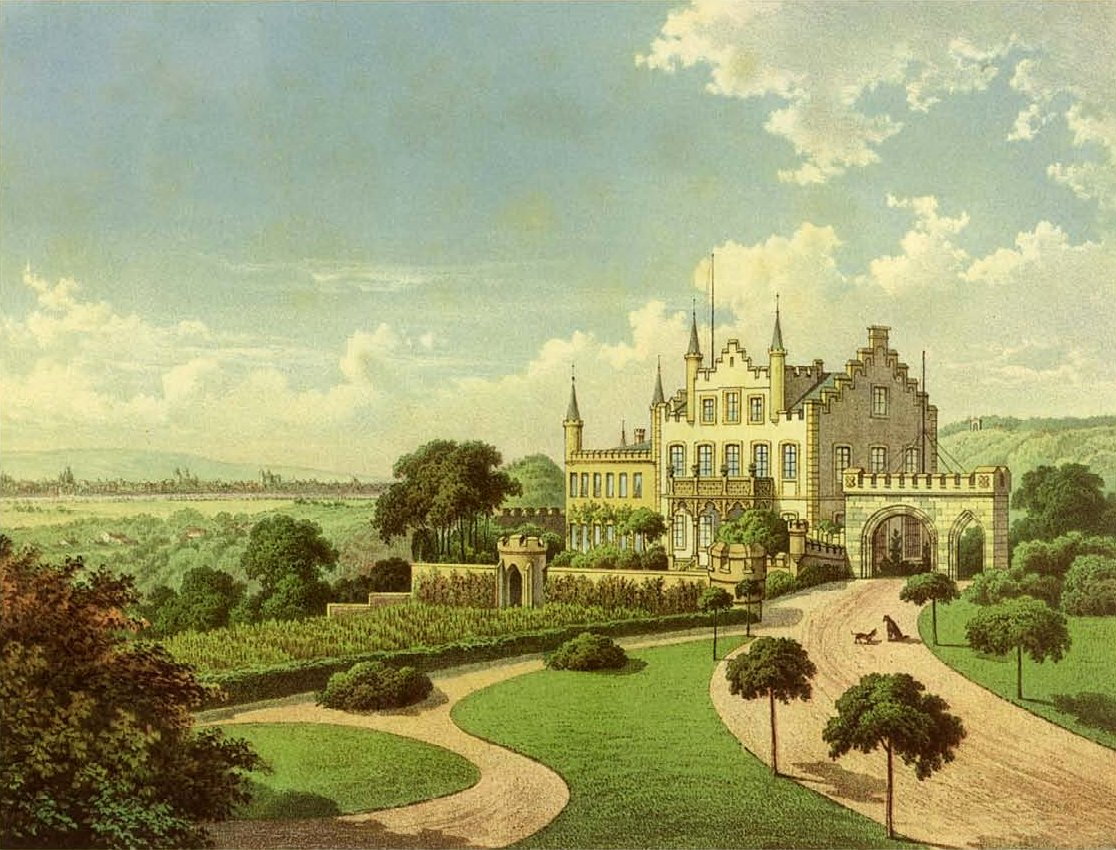
Christian Hohe: Kommende Ramersdorf um 1850, Sammlung Alexander Duncker
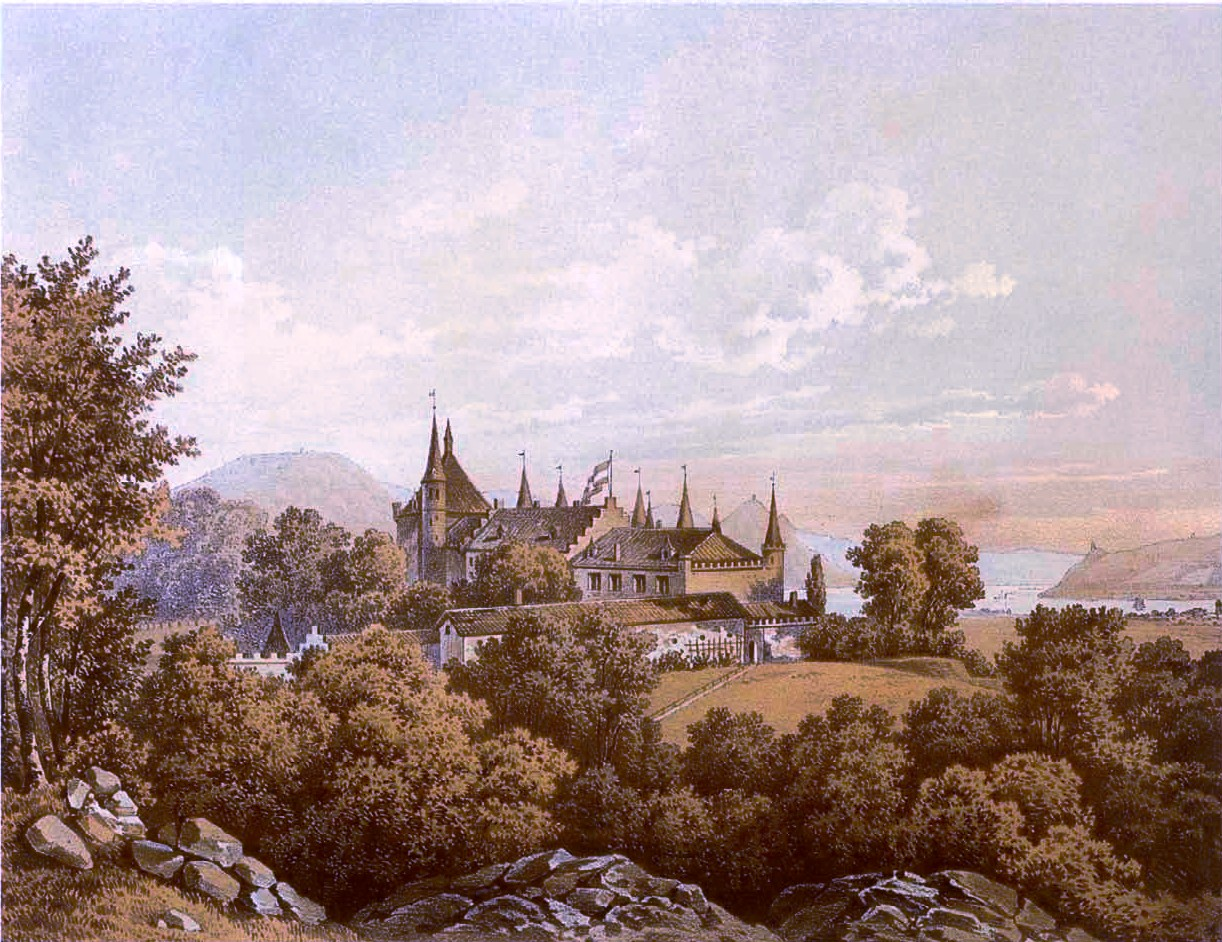
Christian Hohe: Kommende Ramersdorf um 1857, Sammlung Alexander Duncker
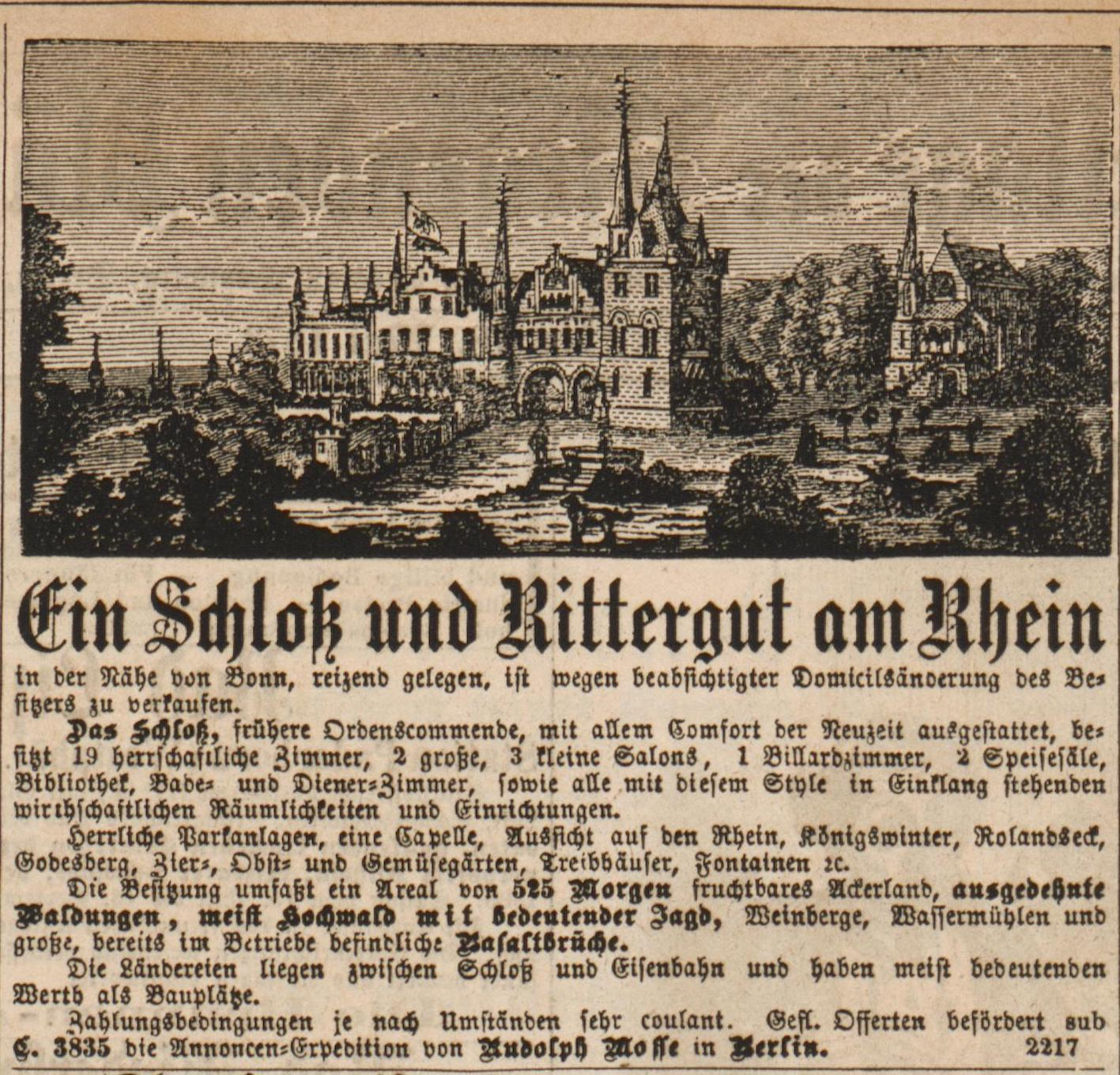
Anzeige zum Verkauf der Kommende Ramersdorf aus dem „Beiblatt der Fliegenden Blätter 18. Mai 1872“

### Heute

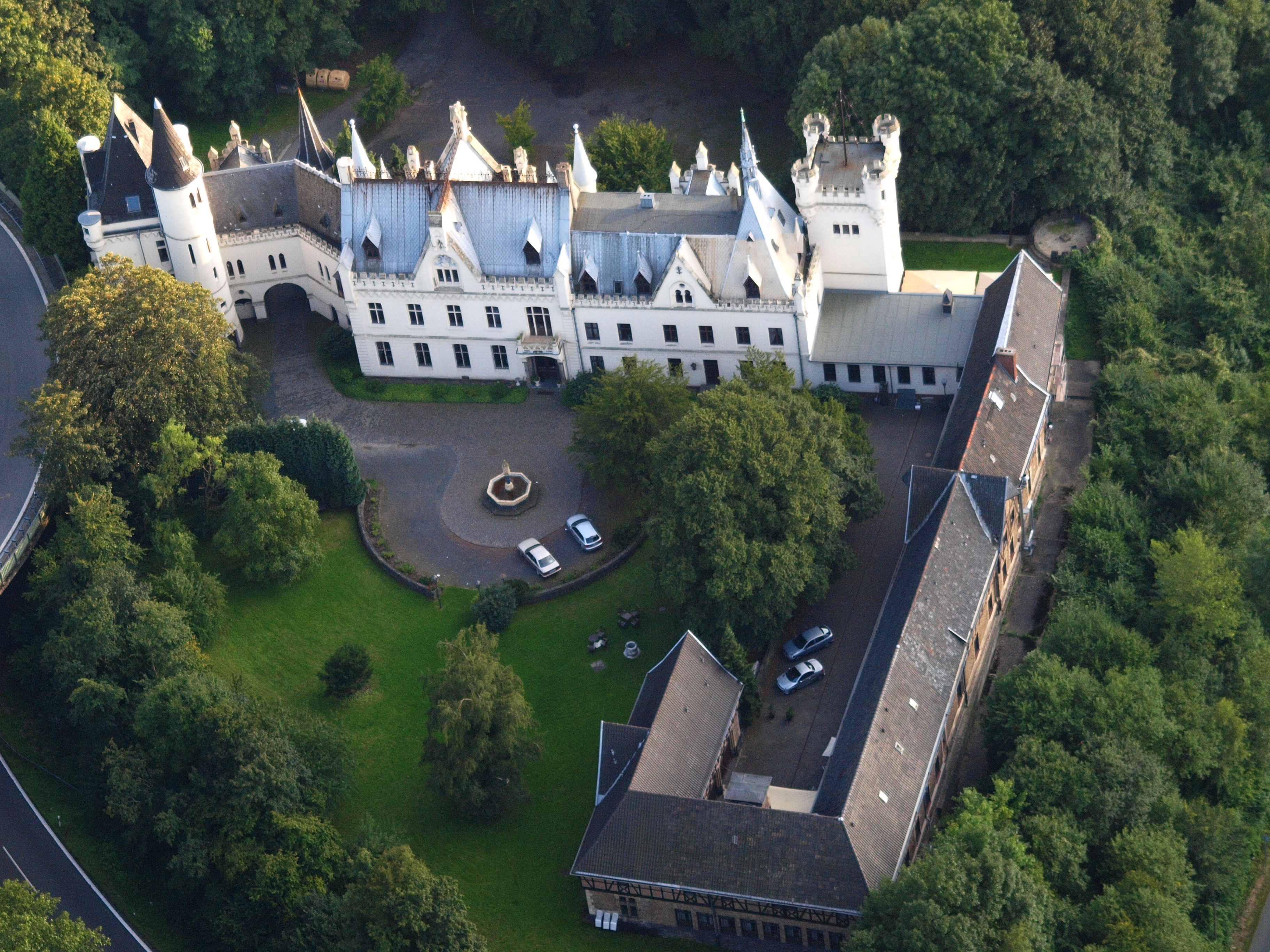
Kommende Ramersdorf

1940 wurden Schloss und Park an die Deutsche Reichsbahn verkauft und das Inventar der Kommende versteigert. Den Zweiten Weltkrieg überstanden die Gebäude ohne Schäden, obwohl die deutsche Wehrmacht in der Nähe des Schlosses ein Munitionslager angelegt hatte.
Nach dem Krieg waren in der Kommende zunächst von der britischen Besatzungsmacht verpflichtete Dienstgruppen ehemaliger deutscher Kriegsgefangener untergebracht. Nach dem Abzug bzw. Auflösung der Dienstgruppen richtete die Deutsche Bundesbahn in der Kommende eine Schulungsstätte ein. Bis ins Jahr 1973 fand dort Unterricht und internatsmäßige Unterbringung statt. Seitdem verfiel das Gebäude zunehmend und drohte im Zuge des Baues des Autobahnkreuzes von A 59 und A 562 abgerissen zu werden. Einer Initiative von Bürgern, darunter Heinrich Neu, gelang es, diese Pläne zu verhindern und das Schloss zu retten.
1978 fand das Bundesvermögensamt eine Käuferin in der Familie des Antiquitätenhändlers Wolfgang Bartel. Die Käuferin führte umfangreiche Renovierungsarbeiten durch, die sich über den Zeitraum von drei Jahren erstreckten. Nach der Renovierung enthielt die Kommende eine permanente Ausstellung von erlesenen Möbeln aus verschiedenen Jahrhunderten sowie ein Antiquitätengeschäft. Außerdem wurden im ehemaligen englischen Flügel ein Hotel sowie ein Restaurant mit Café eingerichtet. 2017 verkaufte Wolfgang Bartel die Kommende an eine Kölner Investorengemeinschaft. Seitdem wird sie bei laufendem Betrieb behutsam renoviert, das Hotel um fünf Suiten erweitert. Das Restaurant übernahm der Kölner Gastronom Salvatore Luca.
Auch unter der neuen Leitung bietet die Stadt Bonn an ausgewählten Terminen die Möglichkeit zur standesamtlichen Trauung in den Räumen der Kommende an.

## Gliederung
Zu dem Konvent einer Deutschordens-Kommende gehörten unter einem Komtur eine unterschiedliche Zahl von Ritterbrüdern. In der Literatur wird für Ramersdorf die Zahl zwölf genannt. Neben den Brüdern gab es auf der Ramersdorfer Kommende auch Halbbrüder. So vermerkt eine Urkunde aus dem Jahr 1300 den Eintritt eines Halbbruders, der den Namen Hermann von Dorflur trug und dem Ramersdorfer Haus einen Teil seines Besitzes stiftete.
Etwa zwölf bis 15 Kommenden waren in einer Ballei organisiert, an deren Spitze der Landkomtur stand. Der Orden insgesamt wurde vom Hochmeister geführt, dem einige Kommenden und Balleien unmittelbar unterstanden. Das galt auch für Ramersdorf bis 1371. Danach wurde die Kommende in die Ballei Alden Biesen eingegliedert.

## Komture
Die Komture der Ramersdorfer Kommende waren im 13. und 14. Jahrhundert zumeist Söhne von rheinischen Adeligen, Ministerialen und städtischen Patriziern.
Einer der bedeutendsten Komture in Ramersdorf war Eberhard von Virneburg. Bevor er 1328 das Amt im Rheinland übernahm, hatte er schon höchste Ämter im Dienst für den Deutschen Orden in Preußen ausgeübt. Nachdem er von 1298 bis 1304 Komtur in Marienburg gewesen war, übernahm er 1309 das Amt eines Oberstspittlers, der zu den Großgebietigern des Ordens gehörte.

## Ramersdorfer Komture
| - Werner (1251–1254) - Simon de Gandavio (von Gent) (1264–1270) - Bertold (1282) - Gerard von Runkel (1285–1291) - Gerard von Westerberg (1291–1296) - Robbo von Drachenfels (1304–1324) - Eberhard Hardevust (1326) - Eberhard von Virneburg (1328) - Walram von Tomberg (1338–1341) - Simon van der Tempel (1352–1359) - Diederich von Winterscheidt (1358) - Johann genannt Jhesus (1366) - Hendrik van Leeuwen (vor 1371) - Diederik van Gemert (1444) - Arnold von Reeck (1450) - Franz von Reuschenberg (1533–1539) - Johann von Goer (1539–1547) - Heinrich von Reuschenberg zu Setterich (1551–1556) - 1572–1580 Vakanz | - Edmond von Reuschenberg zu Overbach (1580–1591) - Johann von Reuschenberg zu Selikum (1591–1610) - Johann von Eynatten (1610) - Johann Raitz von Frentz (1610–1612) - Hendrik von Kolff zu Vettelhoven (1612–1631) - Wilhelm von Metternich zu Müllenark (1631–1638) - Edmond Godfried Freiherr von Bocholtz von Orey (1638–1649) - 1649–1661 Vakanz - Ferdinand von Rolshausen zu Butgenbach (1661–1663) - 1663–1669 Vakanz - Bertram Wessel von Loe zu Wissen (1669–1671) - Wilhelm Dietrich von Kolff zu Vettelhoven (1672–1677) - Rutger Kaspar von Schöller zu Schöller (1677–1682) - Friedrich von Renesse (1682–1683) - Heinrich Theobald von Goldstein (1685–1690) - Heinrich Schenck von Nideggen (1691–1697) - Johann Wilhelm von Kesselstadt (1697) - Bertram Anton von Wachtendonk (1699–1707) - Johann Hermann Spies von Büllesheim (1707–1715) | - 1715–1719 Vakanz - Johann Josef van der Noot (1719–1721) - Johann Kaspar von Hillesheim zu Ahrental (1721–1729) - 1729–1738 Vakanz - Caspar Anton von Belderbusch (1749–1751) - Franz Theodor von Rump zu Crange (1751–1753) - Lothar Franz von Horneck zu Weinheim (1755–1757) - Ferdinand Josef von Haecke (1757–1758) - 1758–1761 Vakanz - Karl Ernst von Voit zu Salzburg (1761–1762) - Franz Johann von Reischach (1762–1767) - Franz Nikolaus von Kolff zu Vettelhoven (1767–1770) - Theodor Franz de Croix d’Heuchin (1770–1771) - Heinrich-Johann von Droste zu Hülshoff (1771–1776) - Josef Franz von Schaesberg (1776–1778) - Heinrich August Marschalk von Ostheim (1778–1784) - Fredrich Wilhelm von Bentinck (1784–1794) - Wilhelm Eugen de Wal (1794–1809) |

## Besitzungen
Unbekannt ist das eigentliche Stiftungsgut der Ramersdorfer Kommende. Urkundlich belegt sind eine ganze Reihe von Stiftungen im 13. Jahrhundert. Allerdings gingen in der zweiten Hälfte dieses Jahrhunderts die Zahl der Schenkungen schon zurück.
Eine Stiftung aus dieser Zeit vollzog sich 1254. In diesem Jahr übertrug der Abt „Gottfried von Siegburg“ der Kommende zu Händen des Bruders Werner, des damaligen Komturs, abteiliche Lehnsgüter in Birgel und Muffendorf, die bis dahin in der Hand des Ritters „Theoderich von Muffendorf“ waren. Die Abtei Siegburg erwies sich überhaupt als ein Förderer der Kommende. Ihr Abt Dietrich I. gab 1266 dem Hause einen Zehnten, den der Konvent des am Vorgebirge gelegenen Prämonstratenserinnenklosters Schillingscapellen innehatte. Zwei Jahre später gab die Witwe des Ritters „Heinrich von Breitbach“ bei dem Eintritt ihres Sohnes in den Deutschen Orden dessen ganzes väterliches Erbteil nebst einem Hofe bei dem Dorf Breitbach dem Haus in Ramersdorf. Am Ende des 13. Jahrhunderts erhielt die Kommende zwei weitere Schenkungen: Am 31. Dezember 1297 gaben zwei Brüder, Simon, der ehemalige Pfarrer der dem Bonner St. Cassiusstift gehörende Kirche in Hamm, und „Johann von Hunefe“ (Honnef) dem Konvent in Ramersdorf alle ihre Güter unter dem Vorbehalt der Nutznießung auf Lebenszeit. Zwei Jahre später, am 20. November 1299, verfügten die Bonner Eheleute Harpern und Aley, dass ihre Äcker zu Bursdorf nach ihrem Tode unter Bedingungen der Kommende gehören sollten.
Stiftungen waren aber nicht der einzige Weg zum Erwerb von Gütern für die Kommende. Daneben gelangten Äcker, Weingärten und Wälder durch Kauf, Tausch, Belehnung und Pacht in den Besitz der Einrichtung.
Weitere Besitzungen der Kommende lagen in Hersel, Küdinghoven, Oberkassel, Oberpleis-Bellinghausen („Bellenkusen“), Ollheim („Olme“ od. „Olmene“), Ramersdorf. Die Herrlichkeit und das Dorf Hersel schenkte Erzbischof Dietrich von Köln im 15. Jahrhundert dem Landkomtur Iwan von Cortenbach zur Belohnung seiner Dienste gegen die Hussiten.

## Baugeschichte

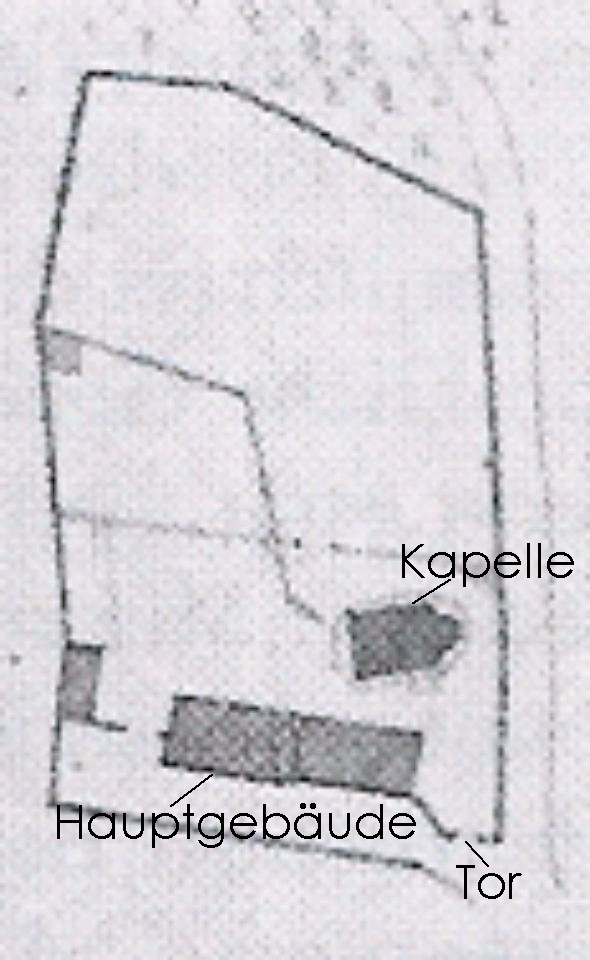
Lageplan der Kommende – 1845

Von der ursprünglichen Anlage des Gebäudes aus dem 13. Jahrhundert sind im heutigen Bau die „Kerne des aufgehenden Mauerteils“, die Doppeltoranlage mit Durchfahrt und Fußgängerpforte und die 1846/1847 auf den Alten Friedhof in Bonn übertragene Georgskapelle erhalten.
Die früheste Darstellung der Gebäude erfolgte im 16. Jahrhundert. Ein detailliertes Bild vermittelt ein Stich von Romeyn de Hooghe, das um 1700 entstanden ist.

### Gebäude
De Hooghes Stich lässt vier Gebäudeteile erkennen: Tor, Hof, Hauptgebäude und Kapelle.

#### Tor

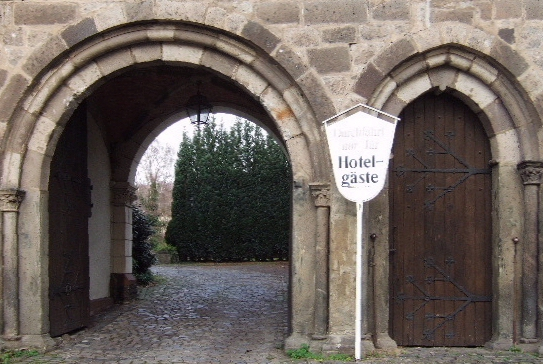
Mittelalterliches Tor

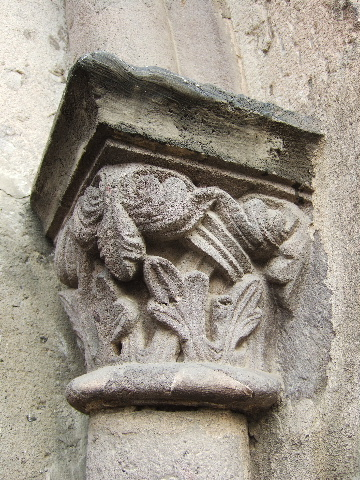
Romanisches Kapitell des Tores

Der Zugang zu den Gebäuden erfolgte durch zwei in Trachyt aufgeführte Durchgänge, durch eine große rundbogige und daneben eine kleinere spitzbogige Pforte. „Die Blattkapitäle der den Rundwulst tragenden Säulen und der in den Scheitel des spitzbogigen Durchgangs gelegte Rundstab datieren dieses Portal in die späteste Romanik“, in die Zeit, in der die Kommende entstand.

#### Hof
Durch die Einfahrt gelangte der Besucher auf einen Hof. An dessen Nordseite stand die Kapelle, während an der Westseite zwei kleinere zu verschiedenen Zeiten errichtete Gebäude und die östliche Schmalseite des Hauptgebäudes lagen. An der Ostseite zog sich eine Mauer hin, vor der auf dem Hof ein kleines Gebäude stand.

#### Hauptgebäude
Das Hauptgebäude war ein langgestreckter Bau mit rechteckigem Grundriss. Er erstreckte sich von Osten nach Westen, war zweigeschossig und zeigte um 1700 Kreuzsprossenfenster, die vermutlich einige Zeit nach Entstehung des Gäudes in den Bau eingefügt wurden. Auf der Mitte der Südseite lag ein risalitartiger Vorbau von drei Achsen Fenster. Daneben stand ein Turm, wohl für die Treppe. An der westlichen Schmalseite lag ein kleines einstöckiges Gebäude und an dessen Nordseite ein weiterer Nebenbau. Gegenüber der Nordseite des Hauptgebäudes lagen einstöckige Wirtschaftsgebäude, deren westlicher Trakt durch die großen Einfahrten als Remise ausgewiesen ist.

#### Kapelle
Die Georgskapelle wurde als ein dreischiffiger Hallenbau errichtet. Sie ist 14,20 m lang und 7,70 m breit. Zur Kapelle gehörte ein Turm, der sich auf der Südseite, dicht am Seitenchor befand.

### Umbau im 19. Jahrhundert

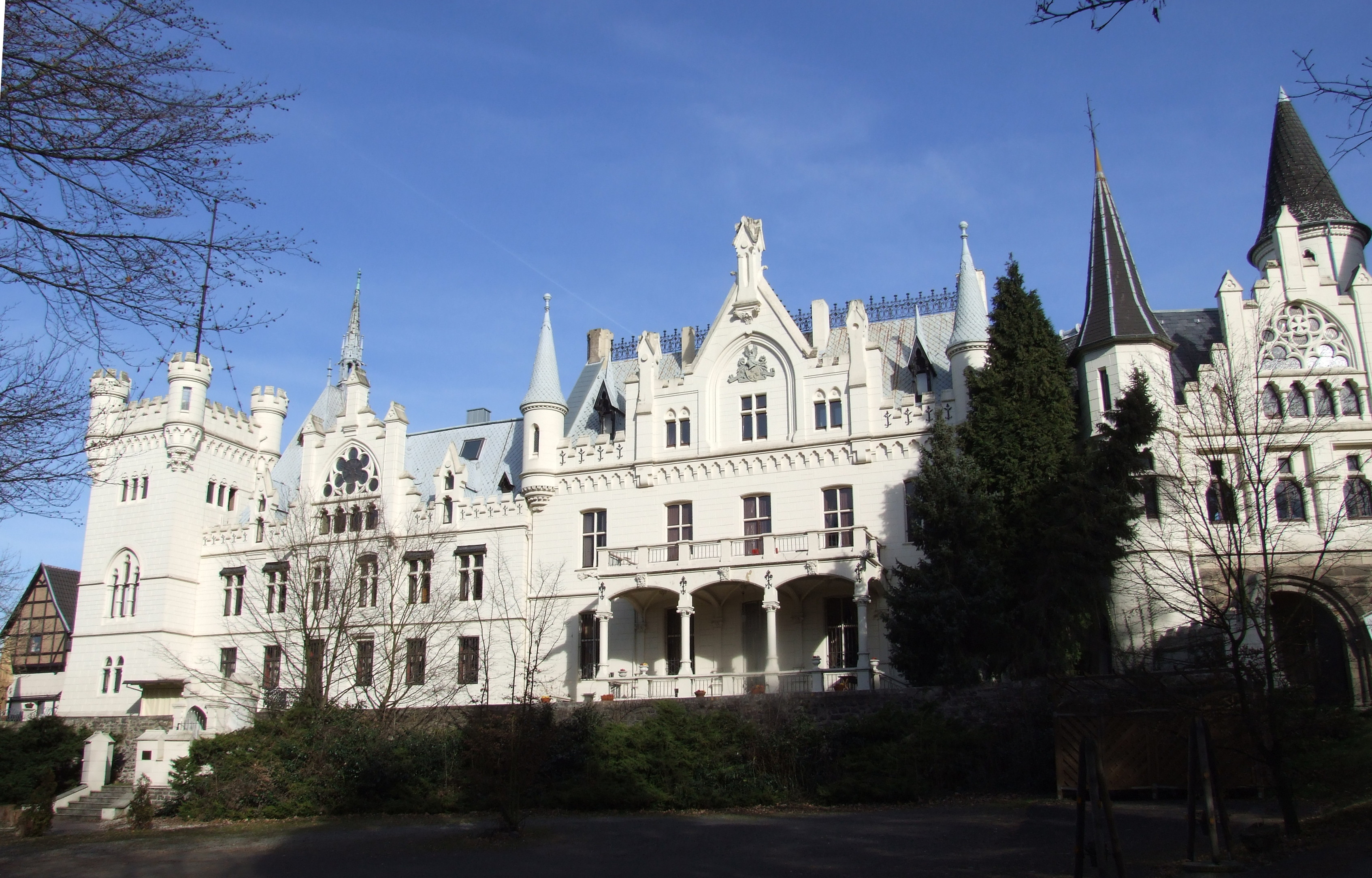
2008

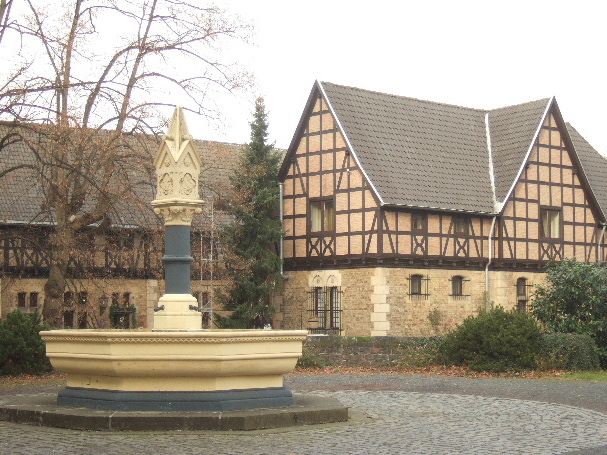
Schlosshof mit Brunnen – im Hintergrund der „englische Flügel“

Infolge der Säkularisation wurde im 19. Jahrhundert die bereits mehrfach veränderte Kommende zu einer Schlossanlage umgebaut. 1842 wurde der dem Barock zuzuschreibende Flügel verändert, „aus der gleichen Zeit datieren Fassungs-, Böschungs- und Terrassenmauern mit Türmchen“.
Der Gelenkbau und der monumentale „Bergfried“ mit rundem Treppenhaus am südöstlichen Flügel wurden nach Plänen von Edwin Oppler in den 1860er Jahren angefügt, 1885 erweiterte und überarbeitete Wilhelm Hoffmann die bestehende Anlage in gotisierenden Formen, die sich an der Drachenburg orientieren. Zu dieser Zeit entstand auch der heutige Schlosshof mit Brunnenanlage. Der „englische Flügel“ wurde als Ziegelmauerbau gegen Ende des 19. Jahrhunderts angefügt.
„Die in vielen Räumen vollständig erhaltenen farbigen Deckenfassungen und Wandvertäfelungen sind ein bedeutendes Beispiel der Ausstattungskunst des Historismus“.

## Außenbereich

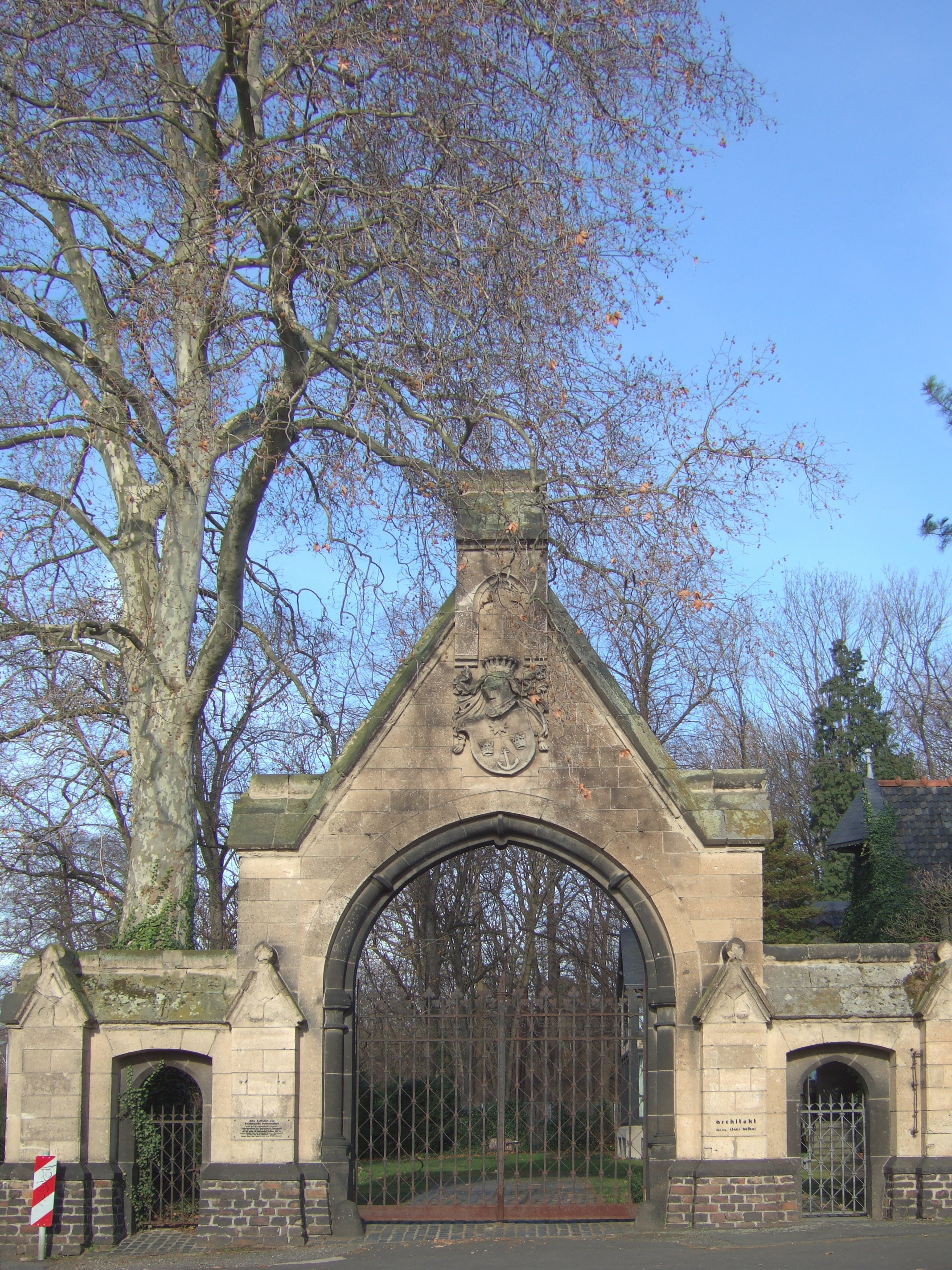
(Ehemalige) Parkeinfahrt

Unter der Leitung von Wilhelm Hoffmann wurde gegen Ende des 19. Jahrhunderts ein Park im Außenbereich des Schlosses angelegt. Er besitzt einen wertvollen Bestand seltener Koniferen.
Als Zugang zum Park wurde 1884 eine Toranlage im neugotischen Stil errichtet. Ein Wappen ziert das obere Bogenfeld. Im unteren Teil des Wappens flankieren zwei Kronen einen Anker. Im oberen Teil ist ein Stern angebracht, darüber die Schutzmaske einer Ritterrüstung mit Helmbusch und Bändern.
Das hinter der Toranlage erbaute Pförtnerhaus befindet sich heute in privater Hand und wurde, nachdem es viele Jahre vernachlässigt worden war, stilvoll wieder hergerichtet.
Die noch erhaltenen Teile des Parks werden heute von Autobahnen zerschnitten.

## Das Kommendekreuz

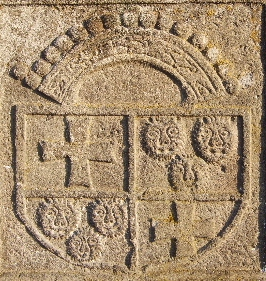
Wappen des „Kommendekreuzes“

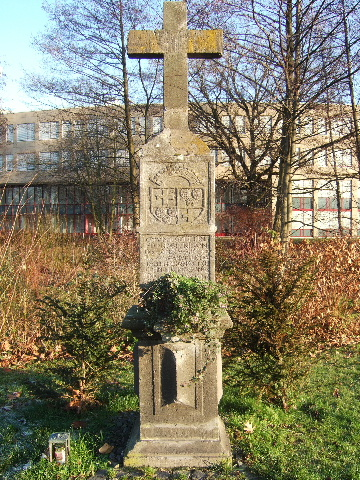
„Kommendekreuz“

Zum Außenbereich der Kommende gehörte ein Wegkreuz, das sich heute an einer Zufahrtsstraße zum Schloss befindet. Das Kreuz muss aus der zweiten Hälfte des 17. Jahrhunderts stammen.
Im Lagerbuch der Bürgermeisterei Vilich, zu der Ramersdorf zählte, wird das Kreuz 1858 als das „Kommendekreuz“ bezeichnet. Es ist Gottfried Freiherr von Bocholtz von Orey gewidmet. Vom 20. Mai 1642 bis zum 2. September 1649 war er Komtur in Ramersdorf. 1658 wurde er Landkomtur der Ballei Alden Biesen.
Die Inschrift auf dem Kreuz lautet:

„EMVNT GOTTFRI/ED FREIHERR VON/BOCHOLTZ VOREY HE/RR ZV
GRANVILLE, TEV/TSCHEN ORDENSRITER/COMMENTHVR ZV MAS/TRICHT
LANDCOMMEN/THUR DER BALLEY ALDE/BIESEN, FREYHERR ZV GEME/T,
GRAVERODE VND S.PET/ERS FOVREN DEN APRILIS“

Über der Inschrift ist ein gevierteiltes Wappen angebracht. In den Feldern 1 und 4 ist das Deutschordenskreuz zu sehen, in den Feldern 2 und 3 drei Löwenköpfe – das Bocholtz’sche Wappen.